# Djur-Djur
La cascade Djur-Djur (en arménien : Ջուր-Ջուր, et en tatar de Crimée : Curcur — doublement du mot « eau » ou de l’onomatopée de l’eau qui tombe) est une cascade située sur la rivière Ulu-Uzen (ru) dans les monts de Crimée sur la péninsule de Crimée, disputée entre l’Ukraine et la Russie.
La hauteur de la cascade est de 16 mètres. La cascade Djur-Djur n’est jamais à sec, même pendant les années sèches ; son eau tombe dans un petit lac, puis arrive dans le canal de la rivière, qui se jette dans la mer près du village de Solnechnogorsk. 

## Toponymie
La cascade est nommée par doublement, soit du mot « eau », soit de l’onomatopée de l’eau qui tombe. Selon la première version, le nom provient de la langue arménienne « djur » (Ջուր) (ce qui donnerait littéralement « eau-eau ») ; selon l’autre, des langues iraniennes dans lesquelles « Djur » signifie le murmure de l’eau courante.

## Galerie

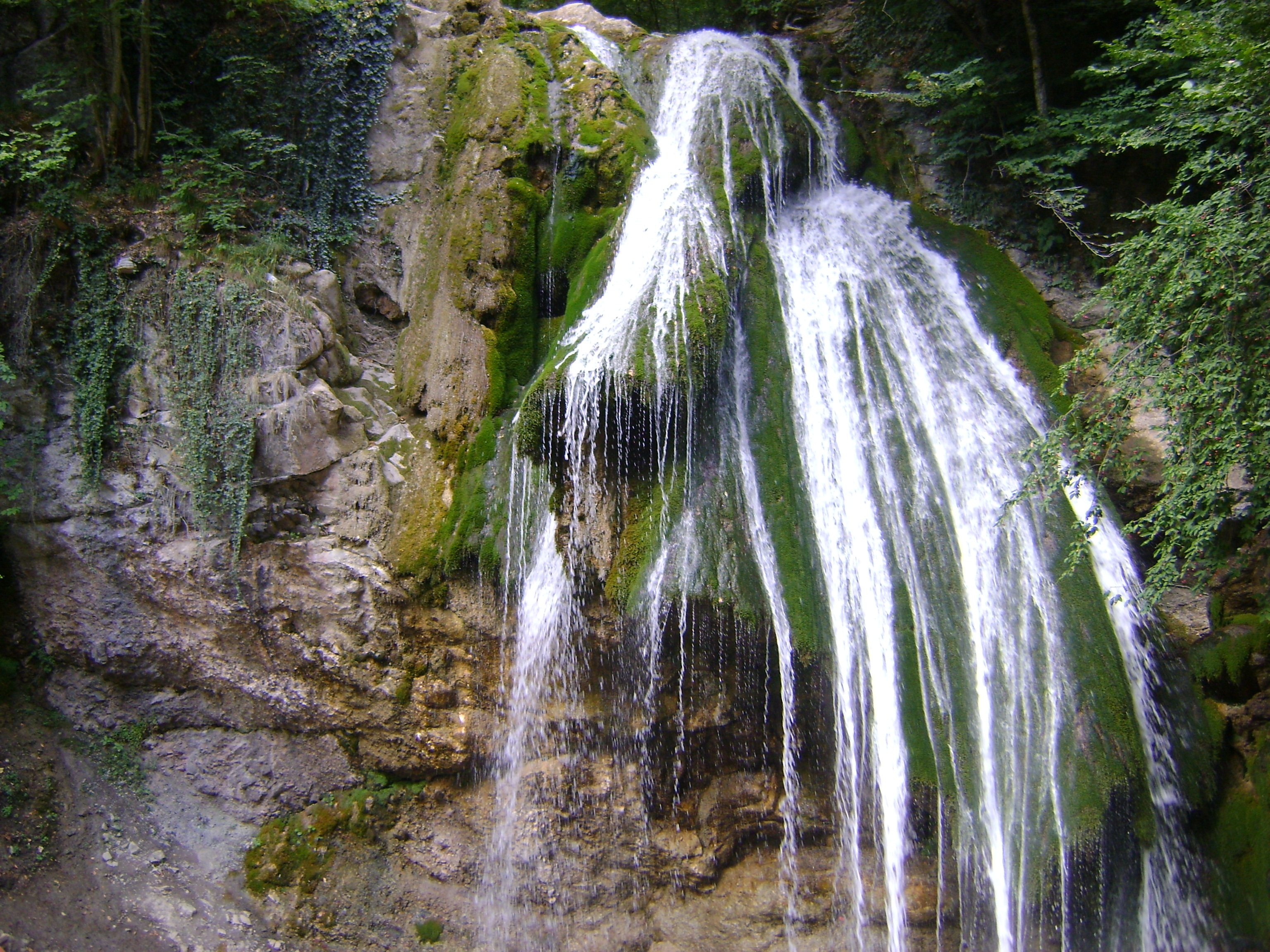
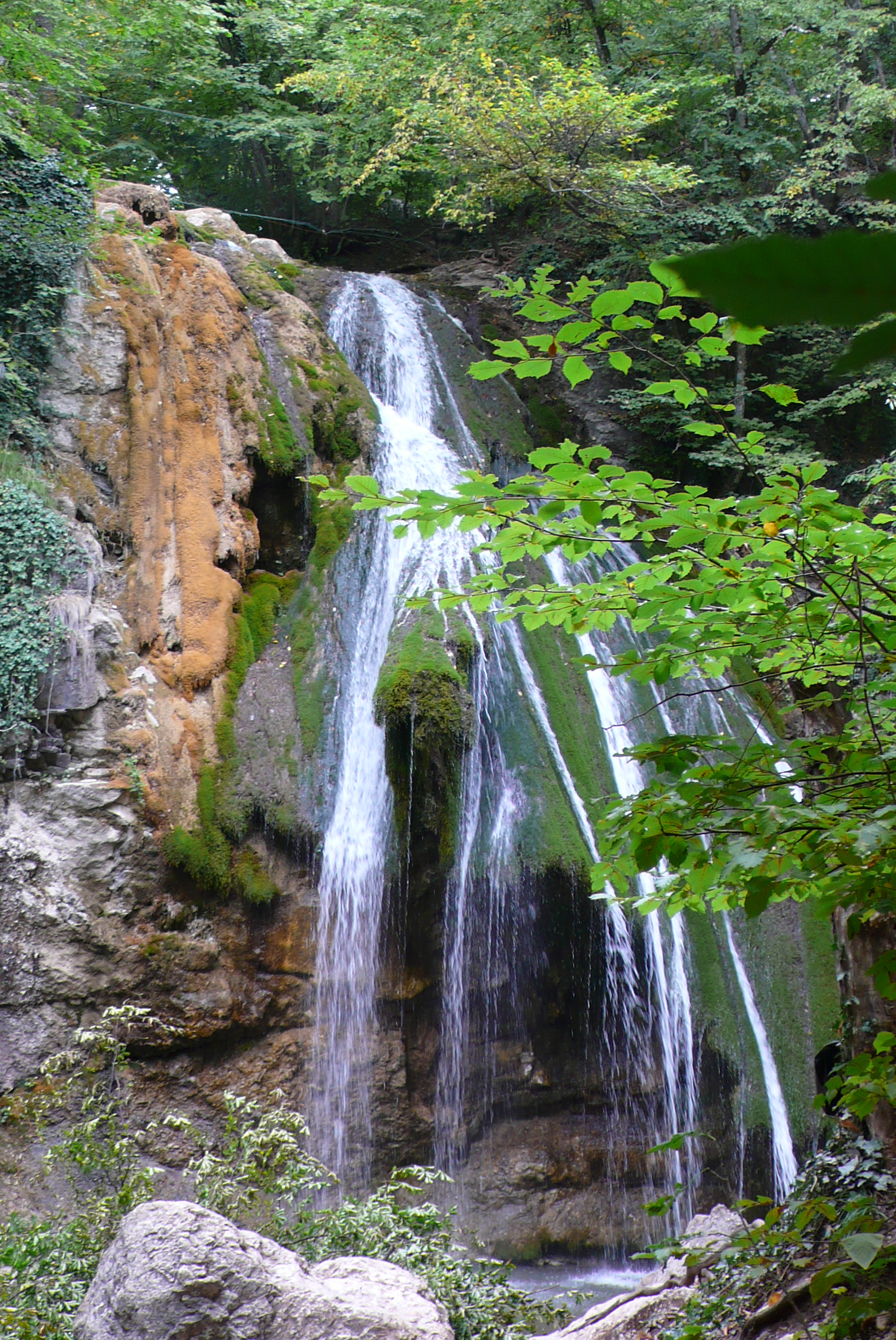